# Флоријан Липовиц
Флоријан Липовиц (њем. Florian Lipowitz; 21. септембар 2000) њемачки је бициклиста који тренутно вози за  ворлд тур тим Ред бул—Бора–ханзго. Освојио је једном класификацију за најбољег младог возача на Тур де Франсу и завршио је на трећем мјесту.

## Каријера
У младости је почео да се такмичи у биатлону, а бицикл је возио током љета како би тренирао. Након што је доживио повреду кољена, морао је више да тренира на бициклу и упознао је Дана Лоранга, директора у тиму Бора—ханзгро. Године 2020. посветио се потпуно бициклизму и прешао је у континентални тим Тирол КТМ.
Године 2021. возио је Адријатика јоника трку, гдје је другу етапу завршио на 13 мјесту, два минута иза Лоренца Фортуната, а на последњој, трећој етапи, задржао је позицију и трку је завршио на 13 мјесту у генералном пласману, два минута и 13 секунди иза Фортуната, као и на четвртом мјесту у класификацији за најбољег младог возача.
У августу 2022. прешао је у UCI ворлд тур тим Бора—ханзгро као стажер до краја године, након чега је у октобру 2022. потписао двогодишњи уговор са тимом. Прву побједу у каријери остварио је на Чех туру 2023. гдје је побиједио на другој етапи двије секунде испред Пер Странд Хагенеса и преузео је лидерску мајицу, коју је сачувао до краја и освојио је трку два минута и 20 секунди испред Бена Цвиофа, уз освојену класификацију по поенима. У финишу сезоне завршио је Тур оф Турки на четвртом мјесту у генералном пласману, минут и по иза Алексеја Луценка.
У априлу 2024. завршио је Тур де Романди на трећем мјесту у генералном пласману, девет секунди иза Карлоса Родригеза, што му је била прва етапна трка у ворлд туру коју је завршио на подијуму, на својој трећој ворлд тур трци коју је возио. У мају је возио своју прву гранд тур трку — Ђиро д’Италију, гдје је другу етапу, чији је циљ био на успону Сантунарио ди Оропа, завршио на петом мјесту, у четворочланој групи која је дошла на циљ 27 секунди иза Тадеја Погачара, али је морао да напусти трку прије почетка шесте етапе због болести. Првенство Њемачке и друмској вожњи завршио је на другом мјесту, 56 секунди иза Марка Бренера. У августу је возио Сибиу тур, гдје је прву етапу завршио на другом мјесту у трочланој групе која је дошла на циљ минут испред наредне групе, изгубивши у спринту од Андреаса Лекнесунда. Трећу етапу је завршио на трећем мјесту, али је надокнадио вријеме у односу на Лекнесунда и преузео је лидерску мајицу. На последњој, четвртој етапи, није било промјена у освојио је трку 20 секунди испред Лекнесунда. У августу је возио Вуелта а Еспању, гдје је радио за Приможа Роглича. На шестој етапи је отишао у бијег и завршио је на трећем мјесту, пет минута иза Бена о Конора, захваљујући чему је дошао на четврто мјесто у генералном пласману. Вуелту је завршио на седмом мјесту у генералном пласману, седам минута и пет секунди иза Роглича, као и на другом мјесту у класификацији за најбољег младог возача, минут и 16 секунди иза Матијаса Скелмосеа.
У марту 2025. завршио је Париз—Ницу на другом мјесту у генералном пласману, минут и 15 секунди иза Матеа Јоргенсона, уз освојену класификацију за најбољег младог возача. Сезону је наставио на Вуелти ал Паис Баско, гдје је хронометар на отварању завршио на трећем мјесту, са истим временом као Максимилијан Шахман и Жоао Алмеида, али 76 стотинки спорије од Шахмана. Трку је завршио на четвртом мјесту у генералном пласману, два минута иза Алмеиде. У јуну је возио Критеријум ди Дофине, који је завршио на трећем мјесту у генералном пласману, два и по минута иза Погачара и минут и по иза Јонаса Вингегора, уз освојену класификацију за најбољег младог возача, скоро два минута испред Ремка Евенепула. У јулу је возио Тур де Франс по први пут, гдје је дошао као лидер тима заједно са Рогличем. Хронометар на петој етапи завршио је на шестом мјесту, 58 секунди иза Евенепула и дошао је на девето мјесто у генералном пласману. Етапу 12, чији је циљ био на успону Отакам, завршио је на трећем мјесту, два и по минута иза Погачара и дошао је на четврто мјесто у генералном пласману, 50 секунди иза трећепласираног Евенепула. Брдски хронометар на етапи 13 завршио је на четвртом мјесту, иза Погачара, Вингегора и Роглича и смањио је заостатак иза Евенепула на шест секунди. Етапу 14 завршио је на петом мјесту, а током етапе је Евенепул напустио трку након што је отпао од групе на успону Кол ди Турмале на око 100 km до циља, захваљујући чему је Липовиц дошао на треће мјесто у генералном пласману и преузео је бијелу мајицу за лидера класификације за најбољег младог возача. Он је тако постао први возач из тима Ред бул—Бора–ханзго који је носио бијелу мајицу на Тур де Франсу. Етапу 16, чији је циљ био на успону Мон Ванту, завршио је на десетом мјесту и повећао је предност испред четвртопласираног Оскара Онлија на два минута. На етапи 18, тим Визма—лејз а бајк је диктирао јак темпо на успону Кол де ла Маделен, због којег је отпао Онли, а затим и Липовиц. На врху успону је Липовиц заостајао 40 секунди а Онли два и по минута, али су Погачар и Вингегор успорили, захваљујући чему их је Липовиц достигао а затим и напао прије почетка успона Кол де ла Лоз, како би се борио за етапну побједу. Онли је успио да се врати до главне групе, Липовиц је отпао из бијега а затим га је група достигла, од које је такође отпао и изгубио је минут и 40 секунди од Онлија. Послије етапе је изјавио да је мислио да Онли и Тобијас Халанд Јоханесен не могу да се врате до групе и да се прерачунао кад је напао. До краја је сачувао предност, завршио је на трећем мјесту у генералном пласману, 11 минута иза Погачара и освојио је класификацију за најбољег младог возача, поставши први њемачки побједник класификације послије Јана Улриха 1998. и први њемачки возач који је завршио Тур на подијуму послије Андреаса Кледена 2006.